# Bristol Cherub
Il Bristol Cherub era un motore aeronautico 2 cilindri boxer raffreddato ad aria prodotto dall'azienda britannica Bristol Aeroplane Company.
Destinato a velivoli leggeri, il Cherub fu introdotto sul mercato nel 1923 diventando popolare nelle motorizzazioni dei velivoli degli anni trenta.

## Versioni
Cherub I
prima versione prodotta ed introdotta nel 1923. Alesaggio x corsa 3,375 x 3,75 in, cilindrata 67,1 in³ (1,1 L), potenza erogata 25 hp (19 kW) a 2 500 giri/min
Cherub IIversione con riduttore di velocità interposto all'elica del Cherub I
Cherub III
ulteriore sviluppo con introduzione di cilindrata e prestazioni leggermente maggiorate introdotta nel 1925

## Velivoli utilizzatori
Cecoslovacchia
- Avia BH-2

 Germania
- Messerschmitt M 17

 Francia
- Mignet HM.14 Pou-du-Ciel

 Regno Unito
- Avro Avis
- Beardmore Wee Bee
- Bristol Brownie
- Cranwell CLA.2
- Cranwell CLA.3
- Cranwell CLA.4
- Dart Pup
- Everson Evo III
- Granger Archaeopteryx
- Halton Mayfly
- Halton Minus
- Hawker Cygnet

- Meyers Midget
- Parnall Pixie
- Pander-DB two Pices
- Powell Racer
- RAE Scarab
- RAE Hurricane
- Short Cockle
- Short Satellite
- Supermarine Sparrow
- Vickers Vagabond
- Westland Woodpigeon
- Westland-Hill Pterodactyl